# بيلي ماتسون
بيلي ماتسون (بالدنماركية: Pelle Mattsson)‏ هو لاعب كرة قدم دنماركي، ولد في 4 أغسطس 2001 في Marstal ‏ في الدنمارك. لعب مع نادي سيلكيبورج.

## وصلات خارجية
- بيلي ماتسون على موقع قاعدة بيانات كرة القدم.إي يو (الإنجليزية)
- بيلي ماتسون على موقع Soccerway.com (الإنجليزية)
- بيلي ماتسون على موقع عالم كرة القدم.نت (الإنجليزية)